# Kornmarkt 1, 2 (Quedlinburg)

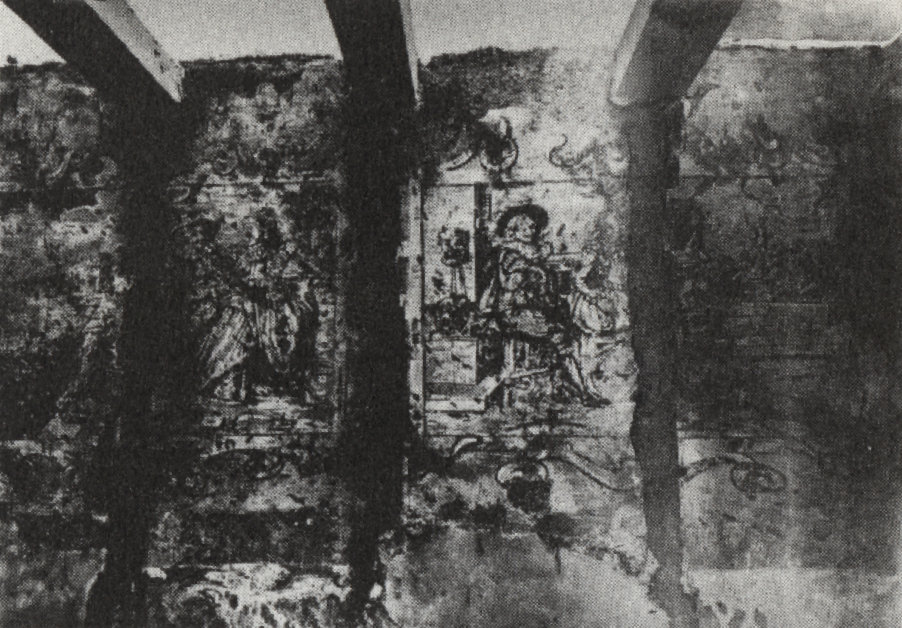
Foto der Innendekoration im Haus Kornmarkt 1, während des Abrisses um 1900

Das Haus Kornmarkt 1, 2 war ein Gebäude in der Stadt Quedlinburg in Sachsen-Anhalt. Es wurde 1900 abgerissen und gilt als eines der verlorengegangen wichtigen Gebäude der historischen Fachwerkstadt Quedlinburgs.

## Lage
Es befand sich nördlich des Marktkirchhofs, westlich des heute (Stand 2014) nur als Ruine erhaltenen Gebäudes Kornmarkt 3.

## Architektur und Geschichte
Das dreigeschossige Fachwerkhaus entstand etwa 1525 und verfügte über 16, im Giebel über 8 Gebinde. Andere Angaben gehen von 1618 als Baujahr aus. Möglicherweise erfolgte in diesem Jahr ein Umbau des Hauses. Die Fachwerkfassade verfügte über eine sogenannte Ständerreihung. Im ersten Obergeschoss bestanden Fußstreben, das zweite Obergeschoss war mit gebogenen Andreaskreuzen verziert. An der Stockschwelle befand sich eine spitze Schiffskehle, die Balkenköpfe waren mit Birnstabformen versehen. Bemerkenswert waren die im Inneren des Hauses befindlichen Wandmalereien.
Im Jahr 1900 wurde das Haus abgerissen. Wandmalereien und eine mit dem Motiv von Adam und Eva verzierte, aus der Zeit um 1618 stammende Eckkonsole wurden geborgen und gelangten in das Schlossmuseum.